# Mena chilkaea
Mena chilkaea is een zeeanemonensoort uit de familie Halcampidae.
Mena chilkaea is voor het eerst wetenschappelijk beschreven door Annandale in 1915.